# Rob Druppers
Robertus Johannes (Rob) Druppers (Utrecht, 29 april 1962) is een Nederlandse voormalige middellangeafstandsatleet, met als specialisatie de 800 meter.

## Carrière

### Start
Druppers begon met atletiek als zestienjarige. Weldra kwam zijn aanleg voor de 800 m naar boven, want al in 1979 werd hij Nederlands kampioen in zijn leeftijdscategorie (B-junioren) en nestelde hij zich in die groep met 1.52,7 s tevens aan de kop van de nationale ranglijst. Een jaar later schreef hij met 1.48,8 het Nederlandse jeugdrecord al op zijn naam; daarmee schaarde hij zich ook direct bij de beste senioren. Dit wordt nog eens onderstreept door het feit, dat hij als eerstejaars A-junior op dit nummer reeds zijn allereerste seniorentitel naar zich toehaalde. Het zou niet bij deze ene gouden medaille blijven. In zijn eigen leeftijdsgroep veroverde hij in 1980 op de 800 m zowel de indoor- als outdoortitel.

### Binnen twee jaar wereldtop
Zijn eerste ervaring op een groot internationaal toernooi deed Druppers op in 1981 tijdens de Europese jeugdkampioenschappen in zijn geboorteplaats Utrecht. In de series van de 800 m werd hij vijfde en dus uitgeschakeld. Een voedselvergiftiging, kort ervoor opgelopen tijdens de West Athletic Cup in het Spaanse Santander, was de boosdoener. Op nationaal niveau liet Druppers zich op de middellange afstanden overigens steeds nadrukkelijker gelden. Hij haalde bij de oudste jeugd alle nationale titels binnen op de 800 en de 1500 m en zette nieuwe nationale jeugdrecords neer op 800 m (1.46,86) en 1000 m indoor (2.21,7). In 1982, Druppers’ eerste jaar bij de senioren, verbeterde hij het bestaande nationale record in twee stappen van 1.46,4 via 1.44,70 naar 1.44,54. Het eerste record liep hij vlak voor de Europese kampioenschappen in Athene, waar hij na een massale eindsprint een vijfde plaats veroverde, het tweede record kort erna. Op de wereldranglijst van dit jaar kwam hij ermee op een onverwachte derde plaats terecht, achter de twee toonaangevende Britten Steve Cram (1.44,45) en Sebastian Coe (1.44,48). Op zijn twintigste behoorde Druppers tot de wereldtop.

### Zilver
In 1983 zag het er aanvankelijk wat zorgelijk uit. In maart, tijdens de Europese indoorkampioenschappen in Boedapest, moest Druppers in de halve finale van de 800 m met een dijbeenblessure opgeven. Hij herstelde echter op tijd voor de Nederlandse baankampioenschappen, won in 1.45,33 en wist de ingezette lijn van het jaar ervoor door te trekken met een tweede plaats op zijn specialiteit bij de eerste wereldkampioenschappen atletiek in Helsinki, een initiatief van de toenmalige voorzitter van de IAAF, Adriaan Paulen. In eerste instantie plaatste hij zich maar met moeite voor de finale. Maar in die eindstrijd steeg hij boven zichzelf uit en liep naar het zilver in 1.44,20, opnieuw een verbetering van zijn eigen nationale record. Op grond van deze prestatie werd Rob Druppers in 1983 gekozen tot Sportman van het jaar en koos de KNAU hem tot atleet van het jaar.

### Olympisch jaar
Voorzichtig geworden door zijn recente ervaringen besloot Druppers in het olympische jaar 1984 het indoorgebeuren aan zich voorbij te laten gaan. Alle voorbereidingen waren volledig gericht op de Olympische Spelen in Los Angeles. De eerste tekenen waren gunstig: aan het begin van het buitenseizoen liep hij met 3.39,3 op de 1500 m bijna drie seconden van zijn PR uit 1982 af. En bij de Nederlandse kampioenschappen in Sittard sloeg hij bij de senioren voor het eerst een dubbelslag door binnen een uur zowel de gouden plak op de 800 als de 1500 m in de wacht te slepen. De verwachtingen waren dus hoog gespannen; des te groter was de teleurstelling, toen Druppers tijdens de voorbereidende trainingen in Los Angeles een hamstringblessure opliep en gedwongen werd voortijdig huiswaarts te keren. Zijn commentaar, vlak voor de terugtocht: "Dit is de grootste teleurstelling in mijn atletiekcarrière. Ik ben er stuk van. Hoewel ik in het naseizoen nog wil proberen redelijke tijden te lopen is dit seizoen voor mij helemaal kapot."

### Records
De herstelperiode duurde echter langer dan gehoopt, toen Druppers pas aan het begin van het zomerseizoen 1985 zijn rentree vierde met optredens in Duitsland. Deze leverden hem onder meer een nieuw nationaal record op de 1500 m in 3.36,38 op. Enkele weken later bleef hij tijdens een race over 1 mijl in Formia met 3.57,22 slechts een fractie boven het bestaande mijlrecord. De nationale kampioenschappen liet hij ditmaal aan zich voorbijgaan. Druppers gaf er de voorkeur aan om zich te concentreren op het opdoen van ervaring in wedstrijden met een sterke internationale bezetting. Hij mikte daarbij, mede gedwongen door een voetblessure die hem in de zomer enige tijd parten speelde, op het wedstrijdcircuit in het naseizoen. Die beslissing rendeerde. Allereerst liep hij medio augustus in Utrecht bij slecht weer een nieuwe nationale toptijd op de 1000 m in 2.15,23. De week erna kwam Druppers in Berlijn uit op de 1500 m. Daarin realiseerde hij achter een ontketende Saïd Aouita, die met 3.29,45 een wereldrecord vestigde, een tijd van 3.35,07, meer dan een seconde onder zijn eerder dat jaar gelopen record. Twee dagen later liep hij in Keulen op de 800 m zijn beste tijd ooit: 1.43,56. Dit Nederlandse record zou maar liefst 21 jaar standhouden en pas in 2006 worden verbeterd door Bram Som. En ten slotte kwam hij bij de Ivo van Damme Memorial in Brussel achter Sammy Koskei op de 1000 m tot 2.15,33, slechts 0,1 seconde langzamer dan zijn eerder in Utrecht gerealiseerde toptijd. De wereld wist weer wie Druppers was. Intussen had Druppers eind 1985 tevens een baan aangenomen als verkoper van heren- en sportkleding.

### Maximaal
Beducht voor blessures meed Druppers ook het jaar erna het indoorseizoen. Toch was een kuitblessure er de oorzaak van, dat hij opnieuw verstek moest laten gaan bij de nationale baankampioenschappen. Het was geen ernstige blessure, maar hij wilde niets riskeren voor de Europese kampioenschappen in Stuttgart, later dat seizoen. Medio augustus voelde Druppers zich weer optimaal. Hij was geheel blessurevrij en had harder getraind dan ooit eerder in zijn carrière. Het leverde hem bij het EK op de 800 m in 1.45,53 uiteindelijk een goede vierde plaats op achter het ongenaakbare Britse trio Sebastian Coe, Tom McKean en Steve Cram. Geen medaille weliswaar, maar Druppers legde zich neer bij de feiten en besefte dat hij, gegeven de omstandigheden, maximaal had gepresteerd.

### Andere strategie
Met de komst in 1987 van de nieuwe Nederlandse indooraccommodatie in de Haagse Houtrusthallen wijzigde Druppers, inmiddels overgestapt naar trainer Henk Kraaijenhof, zijn tot dan toe gevoerde strategie. Ditmaal ging hij er in het nationale indoorcircuit vol tegenaan en dat betaalde zich uit. Allereerst werd hij voor het eerst ook indoorkampioen op de 800 m, vervolgens deed hij nog in datzelfde weekend een aanval op het 1000 m wereldrecord van Sebastian Coe, die maar net mislukte (met 2.18,73 slechts 0,15 seconde erboven). Ten slotte viel bij de EK indoor eind februari in Liévin alles op zijn plaats. In dit toernooi speelde Rob Druppers een hoofdrol met een gouden plak op de 800 m. Eindelijk was hij de allerbeste. Die positie hadden velen hem ook toegedacht tijdens het enkele weken later gehouden WK indoor in het Amerikaanse Indianapolis. Daar ervoer Druppers echter letterlijk het andere uiterste: hij werd achtste en laatste in de finale 800 m. Zelf was hij van allen daar wel het meest teleurgesteld over. Bij de jaarlijkse nationale baankampioenschappen won hij de 800 m echter als vanouds, alweer zijn vijfde nationale outdoortitel op die afstand. Vervolgens realiseerde hij met 1.45,49 zijn beste jaartijd tijdens de Adriaan Paulen Memorial in Hengelo. Het leek een goede uitgangspositie voor de WK in Rome, later dat seizoen. Dat toernooi liep voor Druppers echter uit op een totale mislukking. Na twee ongeïnspireerde rondjes werd de Utrechter in zijn serie kansloos zevende.

### Wereldrecord
Begin 1988 besloot Druppers opnieuw tot een koerswijziging. Hij schudde de glitter en glamour waarmee hij zich de laatste jaren had omringd van zich af, keerde terug bij zijn oorspronkelijke trainer Jon Wellerdieck van UAV Hellas en wilde zijn carrière voortzetten op de manier waarop hij die ooit begon. Hij deed weer mee aan de door de KNAU georganiseerde centrale trainingen en gaf deelname aan indoor en crossen een hoge prioriteit. Het EK indoor in Boedapest was daarbij op korte termijn het eerste doel. Begin februari al liet hij de eerste resultaten van die andere opstelling zien. In Stuttgart won hij tijdens een indoorgala een 800 m in 1.46,55 (dicht boven zijn beste indoortijd) en vijf dagen later liep hij in Sindelfingen met 3.58,40 een nieuw nationaal indoorrecord op de Engelse mijl. Het was de opmaat voor een tweede aanval van Druppers op het wereldrecord op de 1000 m indoor, dat sinds zijn vorige poging inmiddels door de Rus Igor Lotjarev op 2.18,00 was gesteld. Tijdens de nationale indoorkampioenschappen in de Houtrusthallen slaagde Druppers ditmaal met glans: met 2.16,62 dook hij flink onder de tijd van de Rus. Dat hij dat weekend ook nog kampioen werd op de 1500 m, gaf zijn prestatie extra glans. Dit alles vertaalde zich in maart ten slotte in een zilveren medaille tijdens het EK Indoor in Boedapest, waar stiekem door velen op goud was gehoopt. Maar het totaal voor de Nederlandse afvaardiging van drie gouden, twee zilveren medailles en vier nationale records in dit toernooi leidde er uiteindelijk toe, dat maar weinigen om die gemiste gouden medaille treurden.
Ook het buitenseizoen startte Druppers sterk met een 800-metertijd van 1.44,98. In de zomer van 1988 zorgde een virusinfectie en de daarmee gepaard gaande dubbele antibioticakuur echter voor een forse kink in de kabel. Druppers laat de nationale kampioenschappen aan zich voorbijgaan, maar bij de Adriaan Paulen Memorial in Hengelo medio augustus is hij er weer bij, met 1.45,36 als resultaat. De Utrechter lijkt op tijd hersteld om zich in alle rust voor te bereiden op de Olympische Spelen in Seoel. Overigens zijn er dit keer maar weinigen die Druppers in Seoel een hoofdrol toedichten. Daartoe was de concurrentie op de 800 m de laatste jaren te zeer toegenomen en Druppers’ positie op de wereldranglijst (23e) te bescheiden. Toch was zijn uitschakeling in de kwartfinale (hij werd zesde in 1.46,91) een teleurstelling. Op een halve finaleplaats had men toch wel gehoopt.

### Nadagen en einde atletiekcarrière
Druppers overwoog eind 1988 om over te stappen naar de 1500 m. Toch nam hij aan het begin van 1989 weer op de 800 m deel aan het indoorseizoen. Dat leverde hem, naast een tweede nationale titel, ook opnieuw een zilveren medaille op tijdens de EK indoor in Den Haag. Maar op het WK indoor in Boedapest enkele weken later strandde hij in de halve finale. Twee grote internationale toernooien kort na elkaar bleken hem al eerder niet goed te zijn bekomen. Bij de nationale baankampioenschappen in juli gaf Druppers echter weer acte de présence en opnieuw op de 800 m. Bijna als vanzelfsprekend werd hij weer kampioen, op dat moment nog niet beseffend dat het zijn laatste nationale titel zou zijn. Weinig vermeldenswaard waren Druppers’ prestaties in 1990. Hardlopen begon langzamerhand een wat minder belangrijke rol te spelen in zijn leven. In de voorafgaande winter had hij een eigen schoonmaakbedrijf opgericht, wat veel tijd had gekost. Bovendien speelde in de zomer een antibioticum, gekregen voor een keelontsteking, hem lange tijd parten. Meer dan 1.47,99 zat er dat jaar niet voor hem in. “Ik wil nog steeds hard lopen, maar niet meer kost wat kost”, aldus de Utrechter in die periode. Toen in de loop van 1991 zich bovendien een achillespeesblessure openbaarde, dwong deze Druppers ten slotte om aan het begin van 1992 zijn vertrek uit de topsport aan te kondigen.

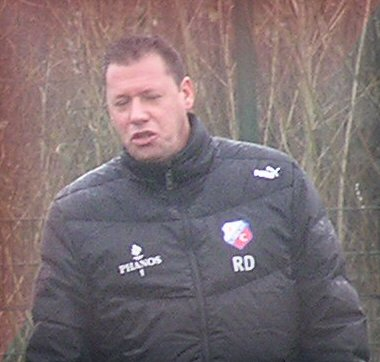
Rob Druppers als conditietrainer bij FC Utrecht.

Tot 23 oktober 2008 was Druppers loop- en conditietrainer bij FC Utrecht. Na enige tijd op zoek te zijn gegaan naar een andere job, wordt op 15 april 2009 op de website van de Atletiekunie bekendgemaakt, dat Rob Druppers vanaf 1 mei 2009 aan de slag gaat als topsportmanager bij a.v. Atverni in Nieuwegein. Eerder werd al bekend dat de voormalige 800-meterloper trainer wordt bij Improve Road Runners. Bij Atverni wordt Druppers verantwoordelijk voor de wedstrijdatletiek en gaat hij activiteiten verrichten op het gebied van topsportontwikkeling, -training en -coaching. Atverni wil met zijn komst meer toppers aantrekken en de huidige topatleten voor de vereniging behouden.

### Trainer CV
Loop-/conditietrainer bij FC Utrecht 1992-2008
Prestaties:
- Seizoen 2000-2001: 5de plaats eredivisie en behalen van Europees voetbal.
- Seizoen 2001-2002: Bekerfinale verloren van Ajax, maar wel behalen van Europees voetbal.
- Seizoen 2002-2003: Bekerfinale gewonnen van Feyenoord en behalen van Europees voetbal en spelen van de Supercup.
- Seizoen 2003-2004: Supercup verloren van PSV, winnaar van de bekerfinale door een overwinning op FC Twente en daardoor weer behalen van Europees voetbal en deelname Supercup.
- 2004-2005: winnaar van de Supercup door een overwinning op Ajax.
- 2005-2006: via play-offs deelname aan de Intertoto.
- 2008 beëindiging werkzaamheden bij FC Utrecht.
- 2008 conditietrainer voor televisieprogramma; de real-live-soap ‘Derde Klasse D’ van de KRO.
- 2008 tot heden: Eigenaar RobDruppers Sport BV.
- 2009 tot 2013: Technisch directeur bij atletiekvereniging Atverni Nieuwegein in Nieuwegein.
- 2009-2011: Running therapeut gemeente Nieuwegein.
- 2009: Docent aan de Volksuniversiteit Nieuwegein.
- 2009-2013: Conditietrainer VV De Meern.
- 2010-2013: Conditietrainer tennis academie Bogtstra & Kempers.
- 2011-2014: Manager Brooks Runningteams, Benelux.
- 2012 tot heden: Eigenaar Rob Druppers Running Academy.
- 2013 tot heden: Eigenaar Rob Druppers investment BV.
- 2011- heden Rob Druppers Running Academy Team.

### Rob Druppers Meeting
Sinds 1996 werd jaarlijks de Rob Druppers Meeting gehouden op de atletiekbaan Overvecht. Dit evenement maakte deel uit van het Nationaal Baan Circuit van de KNAU. Begin maart 2007 werd echter aangekondigd dat dit baancircuit Utrecht voortaan niet meer zal aandoen. De organisatie van de Rob Druppers Meeting was namelijk uit elkaar gevallen, nadat om uiteenlopende redenen de voorzitter, sponsorfinder en wedstrijdorganisator ermee ophielden.

## Kampioenschappen

### Internationale kampioenschappen
| Onderdeel | Titel                   | Jaar |
| --------- | ----------------------- | ---- |
| 800 m     | Europees indoorkampioen | 1987 |

### Nederlandse kampioenschappen
Outdoor
| Onderdeel | Jaar                               |
| --------- | ---------------------------------- |
| 800 m     | 1980, 1982, 1983, 1984, 1987, 1989 |
| 1500 m    | 1984                               |

Indoor
| Onderdeel | Jaar       |
| --------- | ---------- |
| 800 m     | 1987, 1989 |
| 1000 m    | 1987       |
| 1500 m    | 1988       |

## Persoonlijke records
Outdoor
| Onderdeel   | Prestatie       | Datum            | Plaats  |
| ----------- | --------------- | ---------------- | ------- |
| 800 m       | 1.43,56 (ex-NR) | 25 augustus 1985 | Keulen  |
| 1000 m      | 2.15,23 (ex-NR) | 17 augustus 1985 | Utrecht |
| 1500 m      | 3.35,07 (ex-NR) | 23 augustus 1985 | Berlijn |
| 1 Eng. Mijl | 3.57,22         | 16 juni 1985     | Formia  |

Indoor
| Onderdeel   | Prestatie             | Plaats           | Datum        |
| ----------- | --------------------- | ---------------- | ------------ |
| 800 m       | 1.46,29 (ex-NR)       | 1 februari 1987  | Stuttgart    |
| 1000 m      | 2.16,4 (ex-WR, ex-NR) | 20 februari 1988 | Den Haag     |
| 1500 m      | 3.42,00               | 26 februari 1989 | Oviedo       |
| 1 Eng. Mijl | 3.58,40 (ex-NR)       | 5 februari 1988  | Sindelfingen |

## Palmares

### 800 m
- 1980:  NK - 1.48,8
- 1982:  NK - 1.49,32
- 1982:  Memorial Van Damme - 1.45,79
- 1983:  NK - 1.45,33
- 1983:  WK - 1.44,20
- 1983:  Europacup C (Dublin)
- 1983:  Memorial Van Damme - 1.44,90
- 1984:  NK - 1.49.15
- 1985:  Europacup C (Schwechat)
- 1987:  NK indoor - 1.52,79
- 1987:  NK - 1.47,48
- 1987:  EK indoor - 1.48,12
- 1987: 8e WK indoor - 1.48,89
- 1987:  Europacup C (Athene)
- 1988:  EK indoor - 1.49,45
- 1989:  NK indoor - 1.48,66
- 1989:  EK indoor - 1.48,96
- 1989: 4e in ½ fin. WK indoor - 1.49,70 (1.48,29 in serie)
- 1989:  NK - 1.47,99

### 1000 m
- 1985:  Memorial Van Damme - 2.15,33
- 1987:  NK indoor - 2.18,73 (NR)

### 1500 m
- 1984:  NK - 3.45,08
- 1988:  NK indoor - 3.54,19

## Onderscheidingen
- Sportprijs van de stad Utrecht - 1981, 1982
- Tom Schreurs prijs voor het Talent van het jaar - 1982
- Nederlands Sportman van het jaar - 1983
- KNAU-atleet van het jaar - 1983, 1985
- KNAU lid van verdienste - 1992